# Carly Wijs
Carly Wijs (Amsterdam, 1 juli 1966) is een Nederlands-Schotse actrice, regisseur, auteur en docent woonachtig in Brussel en Amsterdam.

## Levensloop
In 1989 debuteerde Wijs als actrice met Hess is dood. In 1990 studeerde ze af aan de Toneelacademie Maastricht. In 1992 speelde ze met Dirk Roofthooft in Het liegen in ontbinding in een regie van Guy Cassiers (Kaaitheater). Vanaf 1993 werkte ze voor NTGent, De Onderneming, De Roovers, Tg STAN, Ultima Vez en Needcompany. In 2004 richtte ze met danser Rasmus Ölme de structuur Exiles op waarmee ze Wat is denken? (2004), Niemand kan het (2008) en F=ma (2010) produceerde. In 2008 stapte ze mee in het collectief Caravan Production. Op het Kunstenfestivaldesarts was ze te zien in Het Dikke Schrift (2000), ÜBUNG (2001) en RUHE (2007). In 2010 speelde ze in De Slag bij Dobor (HETPALEIS). In 2014 schreef en regisseerde Wijs voor BRONKS Wij/Zij, dat in 2016 werd gespeeld op Edinburgh Fringe. Een vijfsterrenrecensie in The Guardian zorgde voor wereldwijde aandacht met voorstellingen in Londen, Kaapstad en Montreal.
Op televisie was ze onder andere te zien als de op geld beluste Tamar Mendelbaum in de dramaserie Divorce, als Sonja in Oud Geld, als Hanneke in Lijn 32 en als Myrna in Pleidooi. In 2014/2015 deed ze mee in het televisieprogramma De Slimste Mens en kwam tot de halve finale.
In 2016 debuteerde ze met de roman Het twijfelexperiment over een meisje dat met een zelfbedacht onderzoek probeert te achterhalen of haar zus wel echt gehandicapt is. De roman werd genomineerd voor De Bronzen Uil.
Wijs was getrouwd met acteur Tom Jansen en is in 2005 bevallen van een zoon. In 2008 is ze verhuisd naar Molenbeek en in 2016 naar Brussel. Ze geeft les aan de theaterschool RITCS en de dansschool P.A.R.T.S.

## Theater
- 2014: Wij/Zij, tekst en regie (BRONKS, vertaald als Us/Them en Nous/Eux)
- 2017: Show, tekst en regie (BRONKS)

- International Standard Name Identifier: 0000 0001 3279 6574
- Nederlandse Thesaurus van Auteursnamen: 375364560
- Virtual International Authority File: 75149196448174791306
- WorldCat: E39PBJxd6dWHfXqbbpGpgVcF8C